# Nitrosilos
Son compuestos químicos inorgánicos que contienen como mínimo una molécula de NO.
Actúa como ligando en química de coordinación, enlazándose casi exclusivamente por el átomo de nitrógeno. A pesar de que el NO es una molécula radicalaria ya que posee un electrón desapareado forma una gran cantidad de compuestos diamagnéticos.
Según la regla de los 18 electrones, el NO puede actuar como ligando a 1 o 3 electrones según el contaje electrónico covalente. Como ligando a 1 electrón el NO se enlaza al átomo metálico de mostrando una geometría angular mientras que el NO a 3 electrones muestra una geometría lineal.
- Datos: Q6043350